# ITF Women's Circuit San Antonio 1999
L'ITF Women's Circuit San Antonio 1999 è stato un torneo di tennis facente parte della categoria ITF Women's Circuit nell'ambito dell'ITF Women's Circuit 1999. Il montepremi del torneo era di $10 000 e si è svolto nella settimana tra il 4 gennaio e il 10 gennaio 1999 su campi in cemento. Il torneo si è giocato a San Antonio negli Stati Uniti.

## Vincitori

### Singolare
Holly Parkinson ha sconfitto in finale  Alina Židkova con il punteggio di 3–6, 6–4, 6–3.

### Doppio
Kylie Hunt /  Julie Thu hanno sconfitto in finale  Alina Židkova /  Holly Parkinson con il punteggio di 7–6, 6–4.